# Caracollo
Caracollo ist eine Kleinstadt im Departamento Oruro im Hochland des südamerikanischen Anden-Staates Bolivien.

## Lage im Nahraum
Caracollo ist der zentrale Ort des Municipio Caracollo in der Provinz Cercado. Die Stadt liegt auf einer Höhe von 3791 m am Río Caracollo, der von Norden kommend zum Uru-Uru-See und weiter zum Poopó-See fließt. Nach Nordosten hin wird das Tal des Río Caracollo durch die Serranía de Sicasica begrenzt, die hier Höhen von bis über 4500 m erreicht.

## Geographie
Caracollo liegt am östlichen Rand des bolivianischen Altiplano vor der Hochgebirgskette der Cordillera Central. Die Vegetation der Region ist karg, denn in dieser Höhe ist kein üppiges Wachstum mehr möglich. Die Region hat ein typisches Tageszeitenklima, bei dem die täglichen Temperaturschwankungen stärker ausgeprägt sind als die Temperaturschwankungen zwischen Winter und Sommer.
Die Jahresdurchschnittstemperatur liegt im langjährigen Mittel bei 8 °C, die Monatswerte schwanken zwischen 4 °C im Juni/Juli und 11 °C im Dezember (siehe Klimadiagramm Caracollo). Nächtliche Frosttemperaturen sind jedoch zu fast jeder Jahreszeit möglich. Der Jahresniederschlag liegt bei niedrigen 400 mm, wobei von April bis Oktober eine ausgeprägte Trockenzeit herrscht und nur von Dezember bis März nennenswerte Niederschläge von bis zu 100 mm im Monatsmittel fallen. Aufgrund der geringen Niederschläge ist der Himmel meist klar und von intensiv blauer Farbe.

## Verkehrsnetz
Caracollo liegt 40 Straßenkilometer nordnordwestlich der Großstadt Oruro, Hauptstadt des gleichnamigen Departamentos. Caracollo ist Schnittpunkt verschiedener überregionaler Nationalstraßen Boliviens.
Von Nord nach Süd verläuft durch die Stadt die Ruta 1, eine 1215 Kilometer lange Nationalstraße, die von Desaguadero am Titicaca-See im Norden den gesamten Altiplano durchquert und in Bermejo an der argentinischen Grenze endet.
Von Ost nach West wird Caracollo von der Ruta 4 durchquert, die von Tambo Quemado an der chilenischen Grenze über Cochabamba und Santa Cruz nach Puerto Suárez an der Grenze zu Brasilien führt.
Caracollo ist außerdem Anfangspunkt der Ruta 44, die von hier aus in nordöstlicher Richtung die Serranía de Sicasica erschließt und in der Stadt Colquiri endet.

## Bevölkerung
Die Einwohnerzahl von Caracollo ist in den vergangenen beiden Jahrzehnten um knapp die Hälfte angestiegen:
| Jahr | Einwohner | Quelle       |
| ---- | --------- | ------------ |
| 1992 | 3 837     | Volkszählung |
| 2001 | 4 412     | Volkszählung |
| 2012 | 5 356     | Volkszählung |
| 2024 |           | Volkszählung |